# 大田原綱清
大田原 綱清（おおたわら つなきよ）は、戦国時代から安土桃山時代にかけての武将。那須氏の家臣。

## 略歴
大田原氏は那須七騎の一つ。天文7年（1538年）、大田原資清の三男として誕生。
天文18年（1549年）の喜連川五月女坂の戦いで初陣して戦功を挙げたとされている。永禄3年（1560年）、父・資清が没すると家督を継いだ。
家督を継承すると、しばしば大関氏ら上那須衆と共に、主君・那須氏と対立したが、永禄11年（1568年）に和睦が成立すると、下野宇都宮氏を初めとする周辺勢力と戦い、主家を盛り立てた。天正13年（1585年）、那須資晴と共に薄葉ヶ原の戦いにて塩谷義綱・宇都宮国綱連合軍を打ち破った。同年暮れには資晴の許しを得て大関高増・福原資孝の兄2人と図り、千本資俊・資政父子を謀殺し、その遺領を分配した。
天正18年（1590年）、病に倒れたために嫡男・晴清に家督を譲った後、死去。